# Sony Pictures Networks
Sony Pictures Networks es el nombre comercial de Culver Max Entertainment, una red de canales de televisión por cable y satélite perteneciente a Sony Pictures India, filial de Sony Pictures, que a su vez es propiedad de la Sony Corporation. Existen 16 canales de diferentes temáticas e idiomas, y en algunos casos en alianzas con otras empresas internacionales.

## Historia
Sony Pictures Networks fue fundada en India en octubre de 1995 como Multi Screen Media. En enero de 2013, se expandió para cubrir su división de video a demanda con el lanzamiento de la plataforma OTT llamada SonyLIV. El 3 de noviembre de 2015, Multi Screen Media pasó a llamarse Sony Pictures Networks después de 21 años. En abril de 2022, se anunció que Sony Pictures Network Private Limited cambiará su nombre a Culver Max Entertainment Private Limited y la marca Sony desaparecerá por completo de la India.

### Deportes
Sony ingresó al mercado de la televisión deportiva de la India en 2002 después de adquirir los derechos de licencia para los partidos de la ICC de 2003 a 2007,  que se transmitieron en SET y Sony Max. En 2008, junto con World Sport Group, con sede en Singapur, ganó los derechos de transmisión de los partidos de la LPI durante 10 años por más de 1000 millones de dólares. En abril de 2012, lanzó su primer canal deportivo llamado Sony Six. En octubre de 2015, se asoció con ESPN para lanzar otro canal deportivo, llamado Sony ESPN. El 31 de agosto de 2016, adquirió las redes Ten Sports de Zee Entertainment Enterprises por un acuerdo de 385 millones de dólares.

## Canales

### Sony Entertainment Television
Es el canal insignia de la compañía en idioma hindi que se lanzó el octubre de 1995. SET ha sido uno de los canales de televisión más populares de la India, ya que ha producido muchos programas icónicos como CID, Aahat, Indian Idol, Boogie Woogie y Crime Patrol.
Existe una versión para transmisión internacional, que anteriormente se conocía como Sony Entertainment Television Asia. Lanzado el 8 de octubre de 1998, tiene su sede en el Reino Unido. La versión internacional está disponible en varios países y regiones, incluidos Australia, Canadá, Europa, Fiji, Guyana, Mauricio, Medio Oriente, Nueva Zelanda, Pakistán, Sudáfrica, Surinam, Trinidad y Tobago, Reino Unido y Estados Unidos.

### Sony Max
Sony Max es un canal de SET que comenzó a emitirse el 20 de julio de 1999 y está disponible en India, Sudáfrica, Reino Unido, Irlanda, Nepal, Singapur, Macao, Hong Kong, Canadá, Malasiay Estados Unidos. Lanzó una versión de transmisión simultánea en HD el 25 de diciembre de 2015.
Su principal atractivo para el público, aparte de las películas en idioma hindi, fue el torneo Twenty20 de cricket de la Liga Premier de India que el canal había estado transmitiendo desde el lanzamiento del torneo en 2008 hasta 2017, después de lo cual vendió los derechos de transmisión Star Sports. También emite programas gratuitos de programas de entrevistas de cricket como Extraaa Innings T20. Ocasionalmente transmite películas de Hollywood y contiendas de WWE en hindi. Sony Max es uno de los canales de televisión más vistos de la India, así como el principal canal de Bollywood en el Reino Unido. El 1 de agosto de 2017 se lanzó en Sky, Reino Unido, un feed de transmisión simultánea en HD de la versión europea.

### Sony Max 2
Sony Max 2 es el canal complementario de Sony Max lanzado en 2014, se centra únicamente en transmisiones de películas en idioma hindi. En 2019 se lanzó la versión para el Reino Unido y los Estados Unidos.

### Sony SAB
Sony SAB se lanzó como SAB TV por los hermanos Sri Adhikari (Sri Adhikari Brothers, de ahí el acrónimo) el 23 de abril de 1999.  Al principio se lanzó como un canal de comedia en idioma hindi. Sony Pictures Networks se hizo a cargo de SAB TV en marzo de 2005 y lo renombró como Sony SAB,  con un nuevo enfoque de entretenimiento general y, finalmente, convirtiéndose en un canal juvenil. En 2008, Sony Sab cambió su programación basándose en comedia y telenovelas. El 5 de septiembre de 2016 se lanzó una señal espejo en HD.

### SonyLiv
SonyLiv es un canal de televisión por internet del sur de Asia y un servicio de suscripción de video a demanda operado por Sony Pictures Networks en India y Pakistán. El servicio se lanzó el 23 de enero de 2013. Sony Pictures Networks compró los derechos de transmisión en el subcontinente indio para la Copa Mundial de la FIFA 2018. Sony Liv es la emisora oficial de Internet y dispositivos móviles para transmitir todos los partidos en vivo de la Copa Mundial de la FIFA 2018 a partir del 14 de junio. Sony Liv también tiene Animax que transmite una amplia gama de anime, la mayoría en audio original japonés con subtítulos en inglés.

### Sony Six
Sony SIX es un canal de deportes de televisión paga de la India, está dirigido al segmento juvenil. Fue lanzado el 7 de abril de 2012 y es el canal deportivo #14 en la India. También transmite programas originales como NBA Slam. Los deportes que transmite son: fútbol, cricket, lucha libre profesional, artes marciales mixtas, rugby, baloncesto y bádminton.
Sony Six tiene los derechos de transmisión para la Copa Mundial de la FIFA, Caribbean Premier League, Copa América, The FA Cup, Italian Serie A, La Liga, The Rugby Championship, Aviva Premiership, Top 14, Super Rugby, National Football League, National Basketball Association, The Masters, PGA Championship, Ultimate Fighting Championship, Premier Futsal y Impact Wrestling.

### Sony Mix
Sony MIX es un canal indio de música de televisión que transmite videos musicales en idioma hindi. Fue lanzado el 1 de septiembre de 2011. El canal lanzó sus propios premios de música en 2018, llamados Audience Music Awards para honrar a los artistas de la industria de la música india.

### Sony Aath
Sony Aath es un canal indio de televisión paga centrado en la transmisión de series, películas, dibujos animados y eventos deportivos producidos o doblados en bengalí lanzado en 2009, su sede es en Calcuta .

### Sony Yay
Sony Yay se lanzó el 18 de abril de 2017 en sustitución de Animax. Tras el cambio de marca, Sony Pictures Networks anunció sus planes para migrar toda la programación de anime presentada en Animax como contenido pago a su plataforma digital SonyLIV. Además, la compañía también ha declarado que Animax Asia se lanzó como un canal HD en vivo a través de la transmisión en esa misma plataforma.

### Sony Pix
Sony Pix es un canal indio de televisión paga con películas de Hollywood lanzado el 1 de abril de 2006. El canal tiene licencia de distribución de películas con Sony Pictures Entertainment, Universal Studios, Lionsgate, Dreamworks Animation, Disney y Warner.

### Sony Ten
Sony Ten es una red india de deportes de televisión de paga, posee los canales; Sony Ten 1, Sony Ten 2 y Sony Ten 3. Transmite cricket, fútbol, golf, baloncesto, tenis, MMA y eventos de lucha libre. Fue lanzado el 1 de abril de 2002. Sony Pictures Networks adquirió Ten Sports el 18 de junio de 2017 y a los canales se le añadió el nombre Sony.

### Sony Wah
Sony Wah es un canal indio de televisión de pago lanzado el 8 de mayo de 2016 que está dirigido a la audiencia de pequeños pueblos y zonas rurales del país, y su programación consiste en películas en hindi y películas del sur de la India dobladas en ese idioma. Era un canal gratuito hasta el 29 de diciembre de 2018.

### Sony Pal
Sony Pal (estilizado como "Sony पल") es un canal de televisión paga de la India que se lanzó el 1 de septiembre de 2014. Inicialmente estaba dirigido a mujeres con programación en hindi destacándose por la cantidad de realities shows, pero debido a su baja audiencia ahora centrada en la programación familiar. El canal está disponible en Dish Network y Sling TV en los EE. UU.

### Sony Marati
Sony Marathi (estilizado como "Sony মারাঠি") es un canal indio de televisión por cable que transmite programación en marati. Fue lanzado el 19 de agosto de 2018.

## Canales en alianza

### Sony ESPN
Sony ESPN es un canal de deportes de televisión paga de la India en alianza con ESPN Inc. (propiedad mayoritaria de The Walt Disney Company). El canal se dirige al subcontinente indio, que incluye India, Nepal, Bangladés y Sri Lanka.
Lanzado como Sony Kix el 8 de abril de 2015 (el día en que comenzó la temporada de 2015 de la Liga Premier de India), fue el segundo canal de televisión deportivo lanzado por la compañía después de Sony Six. El canal se renombró como Sony ESPN el 17 de enero de 2016. La asociación con ESPN se hizo oficial en octubre de 2015. Sony ESPN transmitió partidos de la Liga Premier de críquet de la India durante 2016-2017 en bengalí, hindi, tamil, telugu, malayalam y comentarios en inglés. Sony ESPN transmitió la temporada de la NFL 2016-2017 y el Super Bowl. Desde octubre de 2017, algunas competencias y programas pasaron de Sony Six a Sony ESPN.

### Sony BBC Earth
Sony BBC Earth es un canal de televisión paga de la India propiedad de BBC Studios y Sony Pictures Networks. El canal transmite programación de la BBC en inglés, hindi, tamil y telugu a través de sus 4 pistas de audio disponibles. La BBC entró en una empresa conjunta con Multi Screen Media para lanzar el canal en la India, que finalmente se lanzó el 6 de marzo de 2017, luego de la aprobación regulatoria de la empresa conjunta.
Kareena Kapoor fue nombrada embajadora de la marca para este canal.